# Victor Moses
Victor Moses (Kaduna, 12 de diciembre de 1990) es un futbolista nigeriano nacionalizado británico. Juega como centrocampista y se encuentra sin equipo tras abandonar el Luton Town F. C.

## Trayectoria
En el año 2002 en Nigeria se decretaba la Ley Islámica, quedando como objetivos vulnerables aquellas personas que no se apegasen a dicha ley. Su padre era ministro católico en la ciudad de Kudana. Como cada tarde Victor se encontraba jugando fútbol con amigos del colegio a la espera del llamado de su padre para que volviera a casa a hacer la tarea. Sin embargo ese momento jamás llegaría. Su tío fue a buscarlo y le explicó el motivo: sus padres habían sido asesinados en su domicilio por musulmanes y él debía escapar para sobrevivir. Con solo 11 años y sin asimilar la noticia, el futbolista debió pasar algunos días escondido hasta que pudo salir del país africano rumbo a Inglaterra. Y ahora todos los goles los dedica al cielo en honor a sus padres.
En el Crystal Palace se destapó como una de las grandes promesas del fútbol británico, llegando a ser fichado por el Wigan Athletic de la Premier League Inglesa. Tras tres buenas temporadas en el Wigan, el Chelsea se hizo con sus servicios por 11 millones de libras.
El 15 de mayo de 2013 se proclamó campeón de la Liga Europea de la UEFA con el Chelsea venciendo en la final al Benfica de Portugal 2 a 1, no obstante no jugó ni un minuto en la final. En dicho torneo convirtió 4 goles.

## Selección nacional
Ha sido internacional sub-21 con la selección inglesa, pero decidió representar a la selección de Nigeria a nivel absoluto.
En febrero de 2013 se coronó campeón de la Copa Africana de Naciones, donde fue titular en 5 partidos y anotó 2 goles.
Representó a Nigeria en la Copa Mundial de Fútbol de 2018 en Rusia, en el que sería su segundo Mundial. Marcó, de penal, el gol de su selección contra Argentina, en la derrota por 2 a 1 que dejó a Nigeria eliminada en la primera fase.
El 15 de agosto de 2018 anunció su retiro de la selección nigeriana.

### Participaciones en Copas del Mundo
| Mundial                        | Sede   | Resultado        | Partidos | Goles |
| ------------------------------ | ------ | ---------------- | -------- | ----- |
| Copa Mundial de Fútbol de 2014 | Brasil | Octavos de final | 2        | 0     |
| Copa Mundial de Fútbol de 2018 | Rusia  | Primera fase     | 3        | 1     |

## Estadísticas

### Clubes
| Club                             | Div.          | Temporada     | Liga  | Liga  | Copa nacional * | Copa nacional * | Copa internacional ** | Copa internacional ** | Total | Total |
| Club                             | Div.          | Temporada     | Part. | Goles | Part.           | Goles           | Part.                 | Goles                 | Part. | Goles |
| -------------------------------- | ------------- | ------------- | ----- | ----- | --------------- | --------------- | --------------------- | --------------------- | ----- | ----- |
| Crystal Palace F. C. Inglaterra  | 2.ª           | 2007-08       | 15    | 3     | 1               | 0               | ―                     | ―                     | 16    | 3     |
| Crystal Palace F. C. Inglaterra  | 2.ª           | 2008-09       | 27    | 2     | 5               | 0               | ―                     | ―                     | 32    | 2     |
| Crystal Palace F. C. Inglaterra  | 2.ª           | 2009-10       | 18    | 6     | 3               | 0               | ―                     | ―                     | 21    | 6     |
| Crystal Palace F. C. Inglaterra  | Total club    | Total club    | 60    | 11    | 9               | 0               | 0                     | 0                     | 69    | 11    |
| Wigan Athletic F. C. Inglaterra  | 1.ª           | 2009-10       | 14    | 1     | ―               | ―               | ―                     | ―                     | 14    | 1     |
| Wigan Athletic F. C. Inglaterra  | 1.ª           | 2010-11       | 21    | 1     | 5               | 1               | ―                     | ―                     | 26    | 2     |
| Wigan Athletic F. C. Inglaterra  | 1.ª           | 2011-12       | 38    | 6     | 1               | 0               | ―                     | ―                     | 39    | 6     |
| Wigan Athletic F. C. Inglaterra  | 1.ª           | 2012-13       | 1     | 0     | 0               | 0               | ―                     | ―                     | 1     | 0     |
| Wigan Athletic F. C. Inglaterra  | Total club    | Total club    | 74    | 8     | 6               | 1               | 0                     | 0                     | 80    | 9     |
| Chelsea F. C. Inglaterra         | 1.ª           | 2012-13       | 23    | 1     | 8               | 4               | 12                    | 5                     | 43    | 10    |
| Liverpool F. C. Inglaterra       | 1.ª           | 2013-14       | 19    | 1     | 3               | 1               | ―                     | ―                     | 22    | 2     |
| Liverpool F. C. Inglaterra       | Total club    | Total club    | 19    | 1     | 3               | 1               | 0                     | 0                     | 22    | 2     |
| Stoke City F. C. Inglaterra      | 1.ª           | 2014-15       | 19    | 3     | 4               | 1               | ―                     | ―                     | 23    | 4     |
| Stoke City F. C. Inglaterra      | Total club    | Total club    | 19    | 3     | 4               | 1               | 0                     | 0                     | 23    | 4     |
| Chelsea F. C. Inglaterra         | 1.ª           | 2015-16       | 0     | 0     | 1               | 0               | ―                     | ―                     | 1     | 0     |
| West Ham United F. C. Inglaterra | 1.ª           | 2015-16       | 21    | 1     | 5               | 1               | ―                     | ―                     | 26    | 2     |
| West Ham United F. C. Inglaterra | Total club    | Total club    | 21    | 1     | 5               | 1               | 0                     | 0                     | 26    | 2     |
| Chelsea F. C. Inglaterra         | 1.ª           | 2016-17       | 34    | 3     | 6               | 1               | ―                     | ―                     | 40    | 4     |
| Chelsea F. C. Inglaterra         | 1.ª           | 2017-18       | 28    | 3     | 6               | 1               | 4                     | 0                     | 38    | 4     |
| Chelsea F. C. Inglaterra         | 1.ª           | 2018-19       | 2     | 0     | 2               | 0               | 2                     | 0                     | 6     | 0     |
| Chelsea F. C. Inglaterra         | Total club    | Total club    | 87    | 7     | 23              | 6               | 18                    | 5                     | 128   | 18    |
| Fenerbahçe S. K. Turquía         | 1.ª           | 2018-19       | 14    | 4     | ―               | ―               | 2                     | 0                     | 16    | 4     |
| Fenerbahçe S. K. Turquía         | 1.ª           | 2019-20       | 6     | 1     | 1               | 0               | ―                     | ―                     | 7     | 1     |
| Fenerbahçe S. K. Turquía         | Total club    | Total club    | 20    | 5     | 1               | 0               | 2                     | 0                     | 23    | 5     |
| Inter de Milán · Italia          | 1.ª           | 2019-20       | 12    | 0     | 3               | 0               | 5                     | 0                     | 20    | 0     |
| Inter de Milán · Italia          | Total club    | Total club    | 12    | 0     | 3               | 0               | 5                     | 0                     | 20    | 0     |
| F. C. Spartak de Moscú · Rusia   | 1.ª           | 2020-21       | 19    | 4     | 1               | 0               | ―                     | ―                     | 20    | 4     |
| F. C. Spartak de Moscú · Rusia   | 1.ª           | 2021-22       | 25    | 2     | 2               | 0               | 7                     | 1                     | 34    | 3     |
| F. C. Spartak de Moscú · Rusia   | 1.ª           | 2022-23       | 10    | 2     | 1               | 0               | ―                     | ―                     | 11    | 2     |
| F. C. Spartak de Moscú · Rusia   | 1.ª           | 2023-24       | 16    | 1     | 3               | 0               | ―                     | ―                     | 19    | 1     |
| F. C. Spartak de Moscú · Rusia   | Total club    | Total club    | 70    | 9     | 7               | 0               | 7                     | 1                     | 84    | 10    |
| Luton Town F. C. Inglaterra      | 2.ª           | 2024-25       | 18    | 1     | 0               | 0               | ―                     | ―                     | 18    | 1     |
| Luton Town F. C. Inglaterra      | Total club    | Total club    | 18    | 1     | 0               | 0               | 0                     | 0                     | 18    | 1     |
| Total carrera                    | Total carrera | Total carrera | 400   | 46    | 61              | 10              | 32                    | 6                     | 493   | 62    |

## Palmarés

### Campeonatos nacionales
| Título         | Club                   | País       | Año     |
| -------------- | ---------------------- | ---------- | ------- |
| Premier League | Chelsea F. C.          | Inglaterra | 2016-17 |
| FA Cup         | Chelsea F. C.          | Inglaterra | 2017-18 |
| Copa de Rusia  | F. C. Spartak de Moscú | Rusia      | 2021-22 |

### Títulos internacionales
| Título                    | Club (*)             | Sede      | Año     |
| ------------------------- | -------------------- | --------- | ------- |
| Copa Africana de Naciones | Selección de Nigeria | Sudáfrica | 2013    |
| Liga Europa de la UEFA    | Chelsea F. C.        | Ámsterdam | 2012-13 |
| Liga Europa de la UEFA    | Chelsea F. C.        | Bakú      | 2018-19 |